# Kirarin Revolution
Kirarin Revolution (きらりん☆レボリューション Kirarin☆Reboryūshion?, lit. "Espumosa Revolución") es un manga shōjo de An Nakahara. En agosto de 2007, se publica en la revista Ciao Shōjo de la editora Shōgakukan. En el 2007 ganó el premio Shogakukan al mejor manga para niños.

## Historia
Kirari Tsukishima es hermosa aunque glotona niña de 14 años, es una niña a la que no le importan los ídolos y el mundo del espectáculo porque su mente está ocupada por los alimentos. Un día, sin embargo, Kirari, que en lo que respecta a los asuntos del corazón, busca el chico perfecto, después de rescatar una tortuga que estaba en peligro en un árbol tuvo un encuentro con un apuesto y gentil chico llamado Seiji Hiwatari del grupo SHIPS que le da su entrada de su concierto para mostrar su gratitud por salvar a su mascota y se enamora de él a primera vista. Kirari entonces va y se queda afuera del concierto y se encuentra a otro muchacho, que parecía triste al escucharla decir que piensa que Seiji es un chico maravilloso, rompió su boleto y le advierte que se mantenga alejado de Seiji porque ella y Seiji viven en mundos diferentes. Kirari se siente indignada pero se escabulle en el concierto, solo para descubrir que Seiji y el niño que rompió su boleto, llamado Hiroto, son en realidad miembros de los SHIPS. Por último entiende el significado de «mundos diferentes» (Seiji es un ídolo popular, mientras que ella es una estudiante intermedia promedio), Kirari se niega a renunciar y lucha . Llena de determinación para estar con Seiji, declara que ella también se convertirá en un ídolo. Con la ayuda de SHIPS - el suave Seiji y el bocazas Hiroto Kazama - y su gato mascota Na-san, Kirari persigue el mundo del entretenimiento, donde descubre que ser un ídolo no es toda diversión y juegos, y que, a fin de perseverar en su amor y su carrera, ella debe superar todos los retos que se vienen por delante.

## Personajes
Kirari Tsukishima (月島 きらり Tsukishima Kirari?)
Seiyu: Kusumi Koharu 
Es una glotona niña de 14 años, que se esfuerza por ser un ídolo. Al principio ella solamente quería ser un ídolo para poder acercarse a Seiji, pero ahora a ella realmente le gusta el mundo del espectáculo. Al igual que muchas heroínas de Soinbad, ella es torpe, densa y carece de sentido común. Ella no tiene experiencia en costura, cocina y otras tareas domésticas. A pesar de sus deficiencias y la falta de talento, ella persevera gracias a la ayuda que recibe de los SHIPS y su gato, Naa-san, y debido a su inquebrantable espíritu y capacidad de recuperación. Kirari al igual que Seiji parece tener la capacidad de entender a los animales y tiene una cualidad única ya que ella en casi todos sus diseños hace hongos. En el transcurso de la serie no solo se convierte en un ídolo, realiza una serie de trabajos para promover su empresa como una actriz, una mujer policía, dibujante de manga e incluso la rosa de guarda parques. Se hace miembro de un dúo llamado Kira-Pika que luego se desintegra y más adelante forma otro grupo llamado Vía Láctea con otras dos chicas. A medida que la serie avanza, Kirari comienza a darse cuenta de que a ella realmente le gusta Hiroto. En el capítulo 129 de la tercera temporada aparece un nuevo ídolo que está enamorado de Kirari lo que hace que Hiroto se ponga celoso. El apellido "Tsukishima" significa "la isla de la luna" y la parte Kira del nombre significa "brillante o resplandeciente" de ahí que le dijera eso el padre sobre su nombre.
Naa-san (なーさん?)
Seiyu: Chigusa Ikeda
Es el gato de Kirari. Él es un gato que puede coser, cocinar, y hacer otras tareas domésticas. Moni-san ha recibido reconocimiento por su inteligencia y habilidades de canto. Él sabe aún cómo reparar las máquinas expendedoras. Como mascota tiene un carácter parecido a la heroína, le presta mucha ayuda a Kirari y la protege del peligro. Al mismo tiempo, es demostrado que es un gato genio que sobresale en inglés y matemáticas. Su comida favorita es taiyaki.En el manga se puede comprobar en el último capítulo del volumen 14 que tubo 4 hijos con myu-tan.
Hiroto Kazama (風真 宙人 Kazama Hiroto?)
Seiyu: Akio Suyama
Es un chico de 15 años y miembro de los SHIPS. Al igual que Seiji, es muy honesto con Kirari y siempre la está ayudando en todo lo que puede. Como avanza la serie, su afecto por Kirari aumenta, hasta tal punto que se enamora de ella. A pesar de su exterior sólido, él es el tipo de persona que siempre está preocupado por el bienestar de Kirari y él es que le ha enseñado a Kirari a cocinar, a estudiar y en costura. Es el mayor de 5 hermanos, es un hermano mayor ideal que cumple perfectamente todas las tareas domésticas. El nuevo Idol pone celoso a Hiroto. En el capítulo 133 Hiroto se le confiesa a Kirari.En el manga luego de su confesión hiroto se va 1 año a U.S.A. pero luego al volver están juntos.En el manga se besan 2 veces.
Seiji Hiwatari (日渡 星司 Hiwatari Seiji?)
Seiyu: Sōichirō Hoshi
Es un chico de 15 años y miembro del grupo SHIPS, y siente interés por Kirari pero sabe que Kirari y Hiroto se aman el uno al otro y que sus sentimientos no son tan intensos como los de Hiroto. En el episodio 125 el abrazo a Kirari lo que demuestra que él tiene sentimientos por Kirari. En un episodio le dice a Kirari que está enamorado de ella sabiendo que es mentira, para que así Hiroto se pusiera celoso y demostrara sus verdaderos sentimientos hacia Kirari. Es suave y siempre le dice palabras alentadoras a Kirari. Desde que es tan denso como ella, él siempre está en un ambiente tranquilo. Cuando él está vagando alrededor de la ciudad, se disfraza como un Otaku. Su mejor amigo es una tortuga llamada Kame-san. En el capítulo 85 se demuestra que es hijo de una familia adinerada y sus padres no están de acuerdo con que sea un ídolo, por ello lo intentan casar y Seiji escoge a Kirari para decirles a sus padre que es ella quien le gusta y no tener que casarse y no dejar el mundo idol.
Noel Yukino (雪野のえる Yukino Noeru?)
Seiyu: Sayaka Kitahara
Es una niña de 14 años. Ella es una joven muy atlética y le encanta practicar deportes. Es miembro de Vía Láctea. Está enamorada del nuevo Idol. Se encontró por primera vez con Kirari cuando Kirari cruzaba la calle y Noel la salvó, luego la regaño por su forma de decir que sí tan infantil.
Kobeni Hanasaki (花咲こべに Hanasaki Kobeni?)
Es una extraña niña de 14 años. Ella normalmente lleva gafas. Es miembro de Vía Láctea. Sin embargo, ella se quita las gafas cuando ella se está realizando en el escenario con los demás miembros de la Vía Láctea, Kirari y Noel. Se encontró por primera vez con Kirari en la puerta trasera del edificio de la empresa, buscando algo, Kirari le presto su ayuda para encontrar ese algo y entonces Kobeni se dio cuenta de que lo que en realidad estaba buscando era una amiga y que Kirari era esa amiga. Puede leer el futuro con una bola de cristal que ella tiene. El director la escoge como idol cuando la vio hablando con Naa- san y se quitó las gafas entonces la escogen como un extra de una película que Kirari estaba grabando en ese momento y el director se da cuenta de que tiene madera para idol.
Hikaru Mizuki (観月ひかる Mizuki Hikaru?)
Seiyu: Hagiwara Mai
Apareció por primera vez en el episodio 62, Hikaru es un ídolo en formación que fue asignado a aprender sobre ser un ídolo con Kirari. Inicialmente, Hikaru tenía resentimiento hacia la influencia de Kirari, pero más tarde aprendió a admirar su carácter optimista. Kirari y Hikaru más tarde se unen para formar la unidad ídolo Kira ☆ Pika, pero la pareja se disolvió en breve. Hikaru sigue su carrera como solista. Su amigo de la infancia es Wataru.
Arashi Amamiya (雨宫岚 Amamiya Arashi?)
Seiyu: Takashi Kawakami
Tiene 14 años, es el amigo de la infancia de Kirari que se mudó a Osaka. Como un ilusionista, hace todo tipo de trucos para hacer que Kirari abandone el mundo del espectáculo para que ella cumpla su promesa de la infancia de ser su esposa, siendo que en realidad esa promesa era un malentendido.
Erina Ogura (小倉 エリナ Ogura Erina?)
Seiyu: Castillo Masako
Aunque ella es un ídolo que pertenece a la misma empresa como Kirari, ella opina de Kirari como una rival. Usando sus encantos, ella manipula los demás con el fin de interferir con el progreso de Kirari además está enamorada del hermano de kirari.
Aoi Kirisawa (霧沢あおい Kirisawa Aoi?)
Seiyu: Chiwa Saito
Bautizada como la "ídolo reina", ella es un ídolo popular. Ella es muy amable y considerada. Ella aconseja a Kirari respecto a los ídolos y fanes por igual, ya que comparten los mismos sentimientos. Actualmente, Aoi se gradúa de ser un ídolo.
 Fubuki Todō (藤堂 ふぶき Todō Fubuki?)
Es una modelo que luego pasó a ser Idol siendo rival de Kirari. Al principio Kirari no le agradaba del todo pero después se da cuenta de que Kirari es una buena persona. Ella tiene un gato que se llama Mya-san que lo obtuvo gracias a Kirari unos años atrás siendo este gato junto con Naayan hermanos de Naa-san y tiene también un pollo que se llama Toridoshi.
Izumi Amakawa (天川いずみ Amakawa Izumi?)
Seiyu: Ryoka Yuzuki
Trabaja en la misma empresa que Fubuki y Akane la considera una rival en los sentimientos de Hiroto. Aunque es dulce y encantadora a primera vista, ella muestra odio hacia Kirari. Ella le robó a Hiroto el primer beso (episodio 56) e hirió a Kirari en la pierna; este odio hacia Kirari solo se intensificó cuando Hiroto le exigió enfadado que no volviera a tocar a Kirari. En el episodio 59 se descubre que ella en realidad es un Hombre y que es amigo de la infancia de Hiroto, su verdadero nombre es Hyoutarou Izumi.
Hayami (ハヤミ?)
Seiyu: Baba Toru
Es el nuevo ídolo aparece en el episodio 129. Es un ídolo muy popular entre las chicas por su atractivo. Él está enamorado de Kirari y hace todo lo posible para que ella se enamore de él, compitiendo con Hiroto. En el episodio 134 intenta besar a Kirari pero es interrumpido por Hiroto. Al darse cuenta de que sus planes para conquistar a Kirari no funcionaban porque ella está enamorada de Hiroto, les tiende una trampa.
Akane Minami (南あかね Minami Akane?)
Es un ídolo que trabaja para la empresa Higashiyama, la misma empresa de Fubuki e Izumi. Ella es considerada una de las principales ídolos junto a Kirisawa Aoi. Ella es muy subordinada a la empresa Higashiyama, ya que la hizo popular a pesar de su incapacidad para bailar (después de una lesión que sufrió de pequeña). Ella hará cualquier cosa que sus superiores le ordenen, entre ellos el sabotaje a Kirari de su carrera de ídolo. Luego de compartir tiempo con Kirari se da cuenta de que está siendo manipulada. Actualmente es la amiga de Kirari
Director Muranishi (村西 社長 Muranishi Shachō?)
Seiyū: Susumu Chiba
Es el director de la compañía de Kirari, es una persona muy graciosa y de carácter suave. Desde el principio se fijó en el potencial de Kirari y con su ayuda ella se convirtió en una Top Idol.
 Kasumi Kumoi (雲井 かすみ Kumoi Kasumi?)
Seiyu: Michiko Neya
Es la mánager de Kirari, es una mujer de carácter fuerte algo seria y muy inteligente. Antiguamente ella era una Idol que trabajaba en la compañía Higashiyama . Al igual que la Directora Higashiyama parece sentir algo por el director Muranishi.
Kaoruko Higashiyama (東山社長 Higashiyama Kaoruko?)
Seiyu: Masaru Ikeda
Es la Directora de la compañía Higashiyama rival de la compañía de Kirari. Al principio ella intentó por todos los medios sacar a Kirari del mundo del espectáculo pero después se dio cuenta de que eso era imposible gracias al inquebrantable espíritu de Kirari. Ella al parecer está enamorada del Director Muranishi y compite por él con Kazumi Kumoi. tiene un cocodrilo de mascota llamado katherine.
Manager Shakujii (石神井 マネージャー Shakujii Manēgā?)
Seiyu: Izaki Hisayoshi
Es el mánager de Erina, parece tenerle miedo y hace todo lo que ella le dice.
Subaru Tsukishima (月島 すばる Tsukishima Subaru?)
Seiyu: Shintarō Asanuma (temp. 1-2) Akio Ōtsuka  (temp. 3)
Es el hermano mayor de Kirari, se fue a USA a estudiar actuación (nunca lo aceptan cuando audicióna), cuando regresa a Japón de visita se da cuenta de que Kirari se ha convertido en una Idol y se hace pasar por ella, esto enoja mucho a Kirari pero luego él se disculpa y todo se soluciona. Más adelante se lo encuentran en New York y ayuda a buscar a Kirari. Tiene un gato que se llama Mr. Na a quien encontró en New York. Subaru es muy parecido a Kirari, no solo físicamente sino también en la comida ya que él posee el mismo apetito que su hermana.
Takashi Tsukishima (月島 たかし Tsukishima Takashi?)
Es el padre de Kirari. Él quiere mucho a su hija y siempre le prepara mucha comida. Al principio él no quería que Kirari se convirtiera en Idol, pero después aceptó porque miró la determinación que Kirari tenía en sus sueños. Más tarde él tiene una tienda de comida llamada Kirarin Café en el que le ayudan Kirari y su abuela y en algunas ocasiones Hiroto y Seiji.
Abuela (おばあーちゃん Oba-chan?)
Seiyu: Masako Nozawa (temp. 1-2) Akemi Okamura  (temp. 3)
Es la mayor admiradora de Hiroto, según ella porque este se parece mucho a su esposo (en realidad no hay ningún parecido). Ella siempre apoya a Kirari y le prepara galletas.
Luna (ルナ Runa?)
Seiyu: Sumi Shimamoto
Es la mamá de Kirari. Es una actriz famosa y aparece por primera vez en el capítulo 97.Cuando Kirari se entera de que ella es su madre, Luna quiere que se vaya con ella pero kirari al final se queda en Japón y ella se va.

## Otras Mascotas
- Director Nezumi ( Nezumi kanchō?) es el director de la compañía de Kirari y SHIPS. Es un ratón que hace predicciones acertadas. Tiene una gran familia.

- Kame-san (亀さん Tortuga-san?) es la tortuga de Seiji gracias a que kirari encontró a Kame-san cuando estaba perdido ella pudo conocer a Seiji y entrar en el mundo del espectáculo. La única cosa que realmente hace enojar a Seiji es que le hagan algo a Kame-san. Kame-san parece ser muy buen buscador ya que encontró a Kirari cuando estaba perdida y también en otra ocasión encontró a Naa-san.

- Ni-kun (にくん Ni-kun?) es el gato de Noel, que pasó a formar parte del equipo de Naa-san gracias a su insistencia. Está enamorado de la gata de Kobeni.

- Mi-chan (みちゃん Mi-chan?) es la gata de Kobeni, es muy presumida y le gusta ser el centro de atención. Está enamorada de Chichimaru el gato de Hayami.

- Chichimaru (ちちまる Chichimaru?) es el gato de Hayami el nuevo ídolo, es muy popular y es cómplice de Hayami. Siempre lo acompaña y a veces lo golpea en la cara.

- Na-yan (なやん Na-yan?) es el hermano de Naa-san. Él es la mascota de Arashi y también es su asistente. Fue un regalo de Kirari cuando Arashi se fue a Osaka. A Naa-yan le gustan mucho las monedas.

- TanTan es el perro de Erina y tiene la misma personalidad que ella.

- Mr. Na es el gato de Subaru que se encontró en USA. Le gusta la Pizza

- Catherina es el lagarto de la Directora Higashiyama siempre lleva un lazo grande en su cuello.

- Mya-san es el gato arrogante de Fubuki y es hermano de Naa-san y Naa-yan.

- ToriDoshi es el pollito de Fubuki y se lleva bien con Mya-san ya que siempre está encima de su cabeza.

- Yoka-san es la gata de Amakawa. Siempre está buscando sus anteojos sin darse cuenta de que los tiene puestos, sus ojos tienen la forma de un número 3. Al principio se creía que era un hombre pero en realidad es mujer y también está enamorada de Naa-san.

- Myū-tan es una gatita callejera que fue salvada por Naa-san de unos gatos callejeros. Está enamorada de Naa-san y en el episodio 54 hizo una competencia contra Kirari para ver quien se quedaba con Naa-san. Ella perdió pero desde entonces sigue a Naa-san a todas partes.En el manga tubo 4 hijos con na-san.

- Fuu-san es la mascota de Hikaru Mizuki. El siempre ha sido el enemigo de Naa-san desde la universidad porque Naa-san siempre fue superior a él. Nezumi le pide que este con Hikaru para que aprenda a coordinarse con Kirari. Al principio al igual que Hikaru odia estar cerca de ella pero después se hacen amigos.